# 猫和老鼠
《猫和老鼠》是美国动画系列和喜剧短片系列，由威廉·汉纳和约瑟夫·巴伯拉于1940年创作。米高梅公司為這一系列制作了161部喜剧短片，故事情节主要讲述了两个主角，一只名叫汤姆的猫和一只名叫杰利的小家鼠之间的爱恨情仇，以及与其他几个经常出现的角色之间的故事。
1940年2月10日，该剧的试播集“貓兒被解僱”播出。成功后，持续至1958年，汉纳和巴伯拉为米高梅（MGM）制作了另外的113集《猫和老鼠》短剧。这段期間，他们赢得七个奥斯卡奖动画短片，打平了迪士尼1939年《糊涂交响曲》创下的记录。
1958年，米高梅（MGM）卡通工作室关闭后，米高梅（MGM）与吉尼戴奇（Gene Deitch）在1961年到1962年重新启动了系列，为伦勃朗影业制作了13 集猫和老鼠短剧。这时，《猫和老鼠》已超越《乐一通》（Looney Tunes），成为当时最热门的动画短片系列，风靡全球。
1963年和1967年，查克·琼斯（Chuck Jones）在与米高梅动画制作公司合作制作了另外34集短剧。还有三集短剧，2001年的《宅猫》，2005年的《空手道保镖》，2014年的《猫和老鼠：BBC捐助奇遇记》，2021年的《连连成功》，以及2021年的《这是猫建造的房子》的至此共有166集短剧。
TV版包括电视剧《汤姆与傑利（1975）》（The Tom and Jerry Show），《汤姆猫与杰利鼠喜剧秀》（ The Tom and Jerry Comedy Show），《老鼠貓》，《小小猫和老鼠》（Tom and Jerry Kids），《湯姆傑利小故事》（Tom and Jerry Tales）和《猫和老鼠秀》（The Tom and Jerry Show）。基于系列的第一部长片电影“《猫和老鼠大电影》”于1992年发行，自2002年以来制作了12部录像带首映电影。
60年代，吉恩·代彻和查克·琼斯制作的短片均采用学院格式，但是亦包含有为兼容学院宽银幕格式而制作的动画画面。所有的汉纳-巴巴拉版动画均以三色带Technicolor格式制作；60年代的动画以Metrocolor方式制作。在1954年到1955年间，一部分动画同时制作了学院格式和宽银幕寬銀幕電影鏡頭格式两个版本。从1956年到米高梅关闭动画部门的第二年间，所有的《猫和老鼠》动画均以寬銀幕電影鏡頭格式制作；一部分动画甚至采用了立体声效果。
严格来说，米高梅电影公司在1940-1967年间出品的161集短剧和后来华纳兄弟影业出品的长电影一样，都属于电影（均有美国电影协会MPAA的批示），只是习惯上常把华纳兄弟影业出品的长电影归为“电影”，而没有细化分类。
音乐在本短片里强调了动作及传达适当的情感，因此扮演了非常重要角色。音乐导演斯科特·布拉德利创造出的多元音乐通常融合了古典音乐、爵士乐和流行音乐；布拉德利经常采用当代的流行歌曲，有时也改编米高梅公司的电影原声诸如《绿野仙踪》（1939年）和《青春乐》。

## 角色

### 汤姆和杰瑞
每一集短片通常都以汤姆为抓到杰瑞为主题，随之而来的是对某些物品造成的各式各样的破坏。汤姆很少战胜过杰瑞，一般只有在杰瑞越过某些底线时，汤姆才得以击败杰瑞，而杰瑞的狡猾则源于自卫本能的需要。
关于汤姆的原型的说法不一，有说是一只英国短毛猫，有说是一只俄罗斯蓝猫，也有说是一只混种短毛猫，而杰瑞的原型是一只棕毛飞象耳花枝鼠。汤姆易怒而敏感，杰瑞则独立且投机。精力过剩而顽固的汤姆通常被拥有聪明大脑的杰瑞算计。基本上在每集动画片的结尾，杰瑞都被表现为洋洋得意的胜利者，而汤姆则是悲壮的失败者；但在极其罕见的情况下，汤姆会获得胜利；而在某些颇具讽刺意味情况下，他们都吃了苦头。不过偶尔，汤姆也会救了杰瑞的命，同甘共苦,或者会与杰瑞分享礼物和食物。在大多的剧集中，它们每日的追逐被描绘为一种互相享受的例行公事。
汤姆經常会因为太冲动而闹了很多笑话，例如：
- 汤姆把猎枪塞到小洞裡想打杰瑞，却没留意到猎枪已经弯曲并从上面穿过来对著自己。
- 使用捕鼠夾來捉杰瑞，但卻經常夾到自己（因杰瑞特殊的身形，在捕鼠夾上跳舞都沒問題）。
- 用猎枪对着杰瑞，却被杰瑞把子弹吹进自己嘴中。
- 汤姆用一台伪装成照相机的大炮瞄淮杰瑞，却不知道镜头(炮口)已经一百八十度转的对着自己。

汤姆偶尔也会取胜，或者在最后与杰瑞达成妥协条件。例如，汤姆往往会在这些时候取胜：
- 杰瑞对汤姆的一些举动采取了过分热心和不必要的响应。
- 杰瑞通过一系列事件来刺激汤姆，而不是汤姆主动“袭击”杰瑞（例如：在某一集动画中，杰瑞和一只不知名的老鼠不断制造出一些“事故”，以让汤姆相信他会在睡梦中下意识地伤害自己而取乐。在动画的最后，两只老鼠终于被“绳之以法”，汤姆赢回了他美好的午觉）。
- 汤姆处于被动的时候。

这对欢喜冤家有时候也会互相帮助，比如：
- 杰瑞救汤姆摆脱非难（一般是较为严重的情况下，如溺水），反之亦然，汤姆也會救杰瑞。
- 当他们在大敌当前的情况下也会站在统一战线（但是汤姆极度生性多疑，如果他觉得杰瑞可能会给他带来麻烦的话，他有时也会反戈一击）。
- 汤姆有时会开些非恶意的玩笑或者摆出事不关己的样子，一旁欣赏风景。
- 他们会共同尽力去保护一些东西，比如婴儿。
- 汤姆有时会被严重误会而惹上麻烦。

少见的情况下猫鼠都吃了亏：
- 杰瑞的机关也有可能产生一些滑稽的意外。
- 杰瑞的大意让他没注意到某些飞来横祸。
- 猫鼠的打闹卷入了易怒的斯派克（斗牛犬），有时连杰瑞也没能逃过大狗的怒火。

汤姆和杰瑞在短片里很少说话（由汉纳和巴伯拉配音），他们通常都只会发出痛苦的嚎叫（往往都是倒霉的汤姆），或是紧张地吞口水发出的咕噜声。面部表情以及肢体语言的诠释已经完美地将主角的感受、想法以及意图都传达了出来。汤姆偶尔会展现他惊为天人的歌喉（模仿某些著名的歌手），通常是为了钓美女猫，结果却总是“惨不忍闻”的——你会听见一只老猫在深夜引吭高歌。有時湯姆惹了麻烦或引起笑话時，杰瑞往往都會哈哈大笑。

### 其他角色
| 角色                | 信息 |
| ------------------- | --- |
| 史派克和泰克        | 一隻凶猛的斗牛犬，是汤姆与杰瑞的追逐战下最大的受害者。经常无辜地被卷入这场追逐战之中，视汤姆为敌人。于50年代，多了一个叫做泰克的儿子，导致了史派克的性格转变成温柔点，并因此衍生出了一部短期的动画片《史派克和泰克》。不过，他在每一集动画中，都会遇见汤姆与杰瑞在追逐，所以有时候杰瑞会用史派克来当靠山（通常是史派克或泰克在睡午觉的时候）。整体上来说虽然杰瑞曾和汤姆合作对抗史派克，但实际上来说史派克和杰瑞合作对付汤姆的集数反而比较多，另外史派克也曾看不惯汤姆和杰瑞之间的追逐战而出面制止双方。                                                                                     |
| 泰菲/尼布尔斯       | 在40年代晚期出现，杰瑞的外甥，因为杰瑞的妹妹没有时间，所以Tuffys在杰瑞家住上一段日子。通常穿白色尿布，非常贪吃，肚子饿的时候几乎任何东西都能吃（如蜡烛）。不过几乎都会找麻烦，喜歡玩鞭炮以及其他危險的物品，會被傑瑞阻止及懲罰，但最後都會因為小不點而反敗為勝戰勝貓咪們，通常是与杰瑞失散来干扰汤姆。不过每次都是导致杰瑞获胜的原因之一。（有时作杰瑞的养子）會説流利的法語。 |
| 两只鞋太太          | 两只鞋太太是一位肥胖的中年黑人妇女，非常害怕老鼠，同时也是在多数剧集中汤姆的主人，她经常会使用暴力措施，来解决由汤姆与杰瑞产生的混乱。在整部动画中，观众看不见她的面容（仅在短片“周六晚会”中有出现）。她的出现经常会带来极大争议（她被认为是种族主义者）。于是，在以后电视播放的版本里，会把她修改为白人女性。但在DVD版本当中，却将其角色重新出现，这一举动却再度引起争议。有人认为她的恢复没有什么负面影响，但多数人仍然对她的再次出现持反对态度。 |
| 圖多蓋洛            | - 嫵媚白色母貓。沒有明顯貓的特徵。脖子上掛著一條絲帶，經常被認為很有吸引力。外表明艷動人，有驚人的美貌，經常在公園裡看雜誌，每次出現都必然引起布奇和湯姆的爭奪，甚至有時史派克也為她神魂顛倒。甚至連傑瑞也喜歡她。 - 圖多蓋洛在整個系列中被迷戀的幾隻母貓中的第一隻，這使她成為他所有愛慕對像中最常見的人物。她大多保持沉默，傾向於待在一個地方。圖多蓋洛也是布奇喜愛的對象，導致他和湯姆在爭奪她的愛時經常發生競爭，正如在《Springtime for Thomas》和《Casanova Cat》等動畫片中看到的那樣，布奇完全迷戀上了她。 - 她在幾集中被描繪成湯姆的女朋友，最著名的是《Tom and Jerry in New York》。 |
| 布奇                | 一隻肮脏、黑色的流浪猫，总想捉到杰瑞，但有时也会视汤姆为敌，通常是为了食物或母猫。偶尔它与以汤姆好朋友的身份出现（通常与另一只灰色矮小猫托普斯和橙色流浪猫萊特寧一起），有时也以“抓鼠专家”的身份出现。 |
| 萊特寧(Lightning)   | 一只橘黄色的流浪猫，曾在某集中替代汤姆成为家中的捕鼠猫，后被汤姆与杰瑞联合赶出家门。后面时常与布奇与托普斯混迹街头。 |
| 托普斯              | 一隻黃灰色的小貓。 |
| 汤姆的表弟          | 一隻与汤姆长得十分相似的猫，比湯姆稍矮，十分害怕老鼠，某集动画中杰瑞利用这点恶整他。但最后与汤姆配合向杰瑞使用回吓他的方法，杰瑞才知道他们是亲戚。 |
| 金丝雀              | 傑瑞的死黨，常幫助傑瑞 |
| 杰瑞的舅舅（Pakes） | 一隻灰色的老鼠、喜爱唱歌、有两条长长的胡须、手上拿著黄色小吉他，头戴黑帽（有蓝边）、脖子围著红领巾、脚上穿著牛仔靴，拔汤姆的胡须当作吉他弦（通常是在吉他弦断掉的时候）。 |
| 杰瑞的大表哥        | 一隻住在Hogan's Alley的老鼠、擅于战斗（欺负猫隻）而且孔武有力、毛色跟杰瑞一样，但头戴深绿礼帽及身穿黄底黑条的长袍，而且經常露出兇狠的眼神。登场时家门墙上的，暗示他曾打败过七隻猫。可以說是貓隻的剋星。 |
| 杰瑞的二表哥        | 一名魔術師，懂得各種魔術包括催眠。某一集湯姆在追逐傑利時因為誤捉其而被催眠。 |

## 历史順序和发展
“猫和老鼠”（"Tom and Jerry"）是一个常见的俚语，19世纪时期伦敦的年轻人常常使用。这个词来自伦敦的纪实——由皮尔斯埃根（Pierce Egan） 写的《杰瑞霍桑的和他的优雅的朋友科林斯汤姆》（Jerry Hawthorne and his elegant friend Corinthian Tom）（1823年）。然而，布鲁尔绝对不会想到，这一本纪实的书籍成为了著名动画——猫和老鼠——名字的出处。

### 汉纳-巴贝拉（1940年－1958年）
威廉汉纳（William Hanna）和约瑟夫巴伯拉（Joseph Barbera）都是20世纪30年代末时任米高梅（MGM）动画部主任鲁道夫伊辛（Rudolf Ising）的手下。在一系列像《船长与孩子》（Captain and the Kids）等入不敷出的系列给米高梅（MGM）的动画部带来的财政危机之后，动画师巴伯拉便与经验丰富的导演汉纳配对（出于无奈），开始制作伊辛的电影。 在他们讨论制作卡通片的时候，巴伯拉建议《猫和老鼠》第一集标题为《貓兒被解僱》。“我们需要两个角色，并且需要展现冲突，追逐和打斗戏，老鼠和猫似乎是一个好的组合，”他在接受采访时回忆说。汉纳和其他员工抱怨这个想法是不是很原始； 短剧在1939年底完成，并于1940年2月10日19点在剧院首映。《貓兒被解僱》（Puss Gets the Boot）以一只名为贾斯伯（Jasper）的虎斑猫为中心，试图抓住一只名为金克斯（Jinx）的小鼠（其名字在卡通本身没有提及），但在偶然打破室内陈列后，非裔美国女人两只鞋太太警告说如果他再打破了房子里的另一件东西，就轰出他去。于是金克斯（Jinx）为了将贾斯珀轰出去，开始玩弄屋里易碎的物品。《貓兒被解僱》（Puss Gets the Boot）并没有想象当中的那么成功，汉纳和巴伯拉继续指导其他非《猫和老鼠》相关的短剧，如《奔跑的女孩》（Gallopin' Gals）（1940）和《军官狗》（Officer dogs）（1941）。当时米高梅（MGM）的许多工作人员说，“难道以猫和老鼠为题材的动画还不够多吗？”
当动画片成为奥斯卡最佳短片提名时，《猫和老鼠》制作组的悲观态度改变了。1941年，电影艺术和科学学院奖（奥斯卡奖）提名的电影为奥斯卡最佳短片花落鲁道夫伊辛的《银河》（The Milky Way）。
后来，时任米高梅（MGM）动画部主任兼制片人弗雷德昆比（Fred Qumiby），迅速挖走了汉纳和巴伯拉并着手制作一个系列的《猫和老鼠》。 汉纳和巴伯拉搞了一个投票，要给这对冤家起一个新的名字，用于后面的动画； 动画师约翰卡尔（John Carr）凭借“汤姆和杰瑞”的建议赢得了50美金，这是当时最受欢迎的两个名字。 1941年《午夜小点心》（The Midnight Snack）开始制作，汉纳和巴伯拉很少指导任何东西，但巴伯拉会在短时间内创造故事，而汉纳负责监制。
多年来，汤姆的身体形态发生了显著的变化。在20世纪40年代初期，汤姆有很多的细节粗毛，面部皱纹和许多眉记，所有的这些都在20世纪40年代末被流线化为更加简略的形式。此外，他早期看起来更像一个真实的猫；从这以后Tom变得越来越贴近直立行走。相比之下，杰瑞的设计在系列上僅面部、身形有微幅的變化。20世纪40年代中期，由于他们的同事塔克斯艾弗里在1942年加入了米高梅（MGM）的动画部，故凭借艾克斯的工作灵感，《猫和老鼠》系列经历了一个发展更快，更有活力的时期。
纵使每集短剧的主题几乎一样——猫追老鼠——汉纳和巴伯拉也能给这个主题作出无限的变化。 巴伯拉擅长对故事进行粗略的布局和设计，加上汉纳细节的优化，使《猫和老鼠》成为米高梅（MGM）最受欢迎和最成功的卡通系列。《猫和老鼠》系列中的13个作品（包括《猫兒被解雇》被提名为奥斯卡最佳短片，其中七部继续获得奥斯卡奖，打破了迪斯尼工作室（Disney Studio）在此类别中的连胜纪录。《猫和老鼠》比任何其他以同一角色为基础的动画系列赢得了更多的奥斯卡奖。
尽管《猫和老鼠》早期剧集在美国仍然流行，但因20世纪50年代预算开始收紧，短剧的制作速度略有减缓。然而，在50年代电视流行之后，使得戏剧电影和短片的票房收入减少。起初，米高梅通过参与全系列宽荧屏电影（Cinema Scope）的制作来解决这个问题。在米高梅（MGM）意识到他们重新发布旧卡通所挣的钱和新卡通一样多之后，米高梅的高层管理人员决定关闭动画部，这使得动画部员工猝不及防。米高梅（MGM）卡通工作室在1958年关闭，制作了114集由汉纳-巴伯拉制作的《猫和老鼠》短剧，最后一集发布于1958年8月1日。之后汉纳和巴伯拉成立了自己的电视动画工作室， 汉纳-巴伯拉工作室（Hanna-Barbera Productions） ，在1957年，它继续制作同类的电视节目，如《摩登原始人》《瑜伽熊》和《史酷比狗》。

### 吉恩·代彻（1960年－1962年）
1960年，米高梅（MGM）决定重新启用《猫和老鼠》，并与东欧动画制片厂伦勃朗影业（Rembrant Films）签约，在捷克斯洛伐克的布拉格制作了十三集 《猫和老鼠》短剧。所有13个短剧都是由吉恩·代彻执导，由威廉·L·斯奈德制作。代彻自己写了大部分的卡通剧本，偶尔也找拉兹伯恩（Larz Bourne）和伊利鲍尔（Eli Bauer）寻求帮助。斯蒂芬（Stépan Koniček）为代彻短剧配了乐，音效是由托德（Tod Dockstader）制作的，电影中大部分的声音效果都是由艾伦斯威夫特（Allen Swift）提供的。
代彻说，作为一个“UPA人”，他不是《猫和老鼠》卡通的粉丝，认为他们是“不必要的暴力”。然而，在制作《猫和老鼠》之后，他很快意识到“没有人认真对待这场暴力”，这只是“一种夸张的人类情感的模仿”。他也来看看他在《猫和老鼠》的冲突中被认为是“圣经根源”，类似于大卫和歌利亚，他说：“这就是我们觉得与这些漫画的关系：小家伙可以赢得（或至少存活下来）然后再接着打。”
由于代彻团队只看了一小部分的早期《猫和老鼠》短剧，而且由于团队以10,000美元的紧凑的预算制作了他们的卡通片，所以所拍出的电影被认为是超现实主义，显然这不是代彻的意图。与精致的汉纳-巴伯拉短剧相比，代彻的短剧显得背景更简单，角度更奇特，更具有装饰艺术风格，而音乐的特点是回声电子音乐，未来派的声音效果，重混响，咕哝。纽约时报称，“捷克版与原版《猫和老鼠》卡通比并没有什么共同点。
汉纳-巴伯拉的短剧通常发生在院子里，而代彻的短剧则选择了更具异国情调的地方，如19世纪的捕鲸船，内罗毕的丛林，古希腊上城或狂野西部。此外，两只鞋太太被克林顿克洛伯（Clint Clobber）取代，他是一个中年白人，很胖，有点秃头，与两只鞋太太相比，他显得更加残酷和暴力，并反复地猛揍汤姆，踩在他的手上，用烤架烧他的头，迫使他喝一整杯的碳酸饮料，用饭盒夹住他的手指，甚至用猎枪冲他射击。
为了避免与苏共联系起来，代彻在短剧的制片人名单中罗马化了雇员的捷克名字（例如Stêpan Koniček变成了“Steven Konichek”，Vaclav Lidl变成了“Victor Little”）。 此外，这些短剧是少数在《猫和老鼠》卡通的片尾里不带“美国好莱坞制片”这句话的短剧； 由于短剧的工作室在屏幕后面，工作室的位置完全忽略。 十三个短剧完成后，监制约瑟夫沃格尔（Joseph Vogel）从米高梅（MGM）得到公映权。 虽然沃格尔肯定了代彻和他的团队的工作，但是米高梅（MGM）还是决定不续约。最后一集短剧《卡门抓住他！》（Carman Get it!），于1962年12月21日发布。
戴奇的短剧获得了商业性的成功。1960年，《猫和老鼠》系列成为当时最高的动画短片系列，打败了《乐一通》（Looney Tunes）已经保持十六年的记录；这一成功保持到了1962年代彻离开。但是，与汉纳-巴伯拉短剧不同，代彻的电影没有被提名，也没有获得奥斯卡奖。回想起来，这些短剧通常被认为是《猫和老鼠》短剧中最糟糕的。代彻说，由于他的团队缺乏经验以及低预算，他“几乎没有机会成功”，并且“很容易理解他的短剧所带来的负面反应”。他相信“他们都可以更好地做动画，更好的写角色，但我们的《猫和老鼠》是产生在60年代初，当我写这个动画片的时候，可是在半个世纪前！（2010）”尽管有不少批评，但仍然不能否认代彻风格因离奇和超现实的手法对《猫和老鼠》的影响。

### 查克·琼斯（1963年－1967年）
从华纳兄弟动画部跳槽过来的查克琼斯（Churk Jones）与伙伴莱斯高盛（Les Goldman）创立了自己的动画工作室“孪生塔12工作室”（后来改名为米高梅动画/视觉艺术）。自1963年开始，琼斯和高盛继续制作了34集《猫和老鼠》短剧，所有的短剧都有着琼斯的鲜明风格（迷幻抽象的效果）。
琼斯表示，如果要适应他的《猫和老鼠》风格，可能会遇到点麻烦。琼斯的招牌幽默使他的动画片在角色个性和故事情节风格上更受青睐。角色外观略有变化：汤姆被赋予更浓厚的眉毛（类似与圣诞怪杰Jones’ Grinch或荒野狼Wile E Coyote），简略的样子（包括他的皮毛变成灰色的颜色），更尖利的耳朵，长尾巴和福瑞尔脸颊（类似琼斯的克劳德猫或西尔维斯特），而杰瑞被赋予更大的眼睛和耳朵，还有猪小弟（Porky Pig）般的表情。
有几集琼斯制作的《猫和老鼠》都能让人联想到他的另一部动画《兔八哥》（Bugs Bunny），包括停电的笑点，从高处坠落的角色。琼斯和莫里斯诺贝尔（Maurice Noble）共同执导。其余的短剧执导安培陆维特（Abe Levitow）和本杰明华生（Ben Washam）以及汤姆雷（Tom Ray）搜罗并建立了两个汉纳-巴伯拉时期的《猫和老鼠》片库，而琼恩弗雷（June Foray）执导的动画片里，各种声音特性均由梅尔布兰科（Mel Blanc）和琼恩弗雷（June Foray）提供。这些短剧有一个特色的开头，其中汤姆的喵声首次取代了米高梅狮子的怒吼，但随后他被困在了他名字的“O”里面。
虽然普遍认为琼斯的短剧被比代彻的更好，但他们的成功是在不同领域的不同角度。米高梅公司（MGM）在1967年停止制作《猫和老鼠》，随后琼斯把目光转移到电视特别节目和故事片上。

### 《猫和老鼠》再度热播
1965年起，汉纳和巴伯拉版本的《猫和老鼠》在经过大量改动后开始出现在电视荧幕上。团队更改了含有两只鞋太太这一角色的剧集，并对相应的场景进行了修改。在大多数剧集中，这一角色由原先的黑人改成了爱尔兰白人，不过偶尔她也会以别的面貌示人，比如《周末夜之猫》（Saturday Evening Puss）一集中，这个形象要比之前更加年轻和瘦小，不过配音演员并没有更换。此外，他们还删掉了许多暴力情节。然而，后来在卡通频道（Cartoon Network）和回旋镖（Boomerang）中播放的版本中，两只鞋太太由配音演员 Thea Vidale 进行了重新配音，去除了一些黑人常用的俚语和说话方式，经典的米高梅狮子吼开场被删掉了，取而代之的是《猫和老鼠》中一些经典的场景。标题画面中的 Tom and Jerry 格式也作了更改，变成了粉底白字。
1965年9月25日，《猫和老鼠》首次出现在CBS的周六早间时段并播出了两年，之后被调整至CBS周日时段播放，一直到1972年9月17日停播。

### 第二次汉纳-巴贝拉时期（1975年－1977年）
1975年，《猫和老鼠》与“猫和老鼠之父”汉纳和巴伯拉重逢，于每个星期六上午准时播放《汤姆与杰利（1975）》（Tom and Jerry Show）。这48个七分钟的短片常与《葡萄猩》（Grape Ape）《牧狗》（Mumbly）一同在1975年9月3日到1977年9月6日间的ABC星期六早晨时段播放，《汤姆与杰利》（现在有了一个红色的领结），为了满足儿童观看电视的要求，汉纳巴伯拉不得已放弃了猫和老鼠追逐打闹的场面，让猫和老鼠成为了好朋友。《汤姆与杰利（1975）》（Tom and Jerry Show）目前仍在加拿大特律通（Teletoon）电视频道播放。而1975年的银屏格式，在新的《汤姆与杰利（1975）》中已不再使用。

### 飞美逊时期（1980年－1982年）
飞美逊工作室（Filmation Sto.）（米高梅MGM电视）也尝试过制作《汤姆与杰利（1975）》（The Tom and Jerry Show）。他们的版本，《汤姆猫与杰利鼠秀》，于1980年首次亮相，该片也包含有着强烈性格特征的角色，例如德鲁比（Droopy），斯派克（Spike）（在《猫和老鼠》以及相同的版本里也采用），迈克老狼和巴尼熊，均来自于原米高梅（MGM）短剧。飞美逊 《猫和老鼠》动画片和汉纳巴伯拉的电视秀有明显的不同，因为他们仍沿用原猫和老鼠的追逐戏，不过是以更“ 闹剧 ”的幽默形式。这形象很像1975年的版本，同样也受到观众的好评。本片自1980年9月6日至1982年9月4日间持续在哥伦比亚广播公司（CBS）星期六早晨播出。

### 《猫和老鼠》的新主人
1986年，米高梅（MGM）被特纳广播电视台（TBS）的创始人泰德特纳（Ted Turner）收购。特纳将公司收购后，保留了米高梅（MGM）1986年以前的电影库，从而使《猫和老鼠》成为特纳娱乐的财产（其中权益转让华纳兄弟公司），并在随后几年出现在特纳媒体网中，如特纳广播电视台（TBS），时代华纳网络电视台（TNT），卡通网络（CN），华纳（WB），回旋镖（Boomerang）和特纳经典电影（TCM）。

### 第三次汉纳-巴贝拉时期（1992年－2001年）
在20世纪80年代和90年代，星期六早晨电视最大的发展趋势是将经典卡通形象推陈出新，特纳娱乐（Turner Entertainment）和汉纳巴伯拉工作室（Hanna-Barbera Productions）（1991年的联合出品使得后者把版权出售给特纳）于1990年3月2日制作《小小猫和老鼠》（Tom and Jerry Kids Show），在英国福克斯儿童动画（Fox Kids）播出。它展现了著名的猫和老鼠在年轻时追逐的过程。与1975年的汉纳巴伯拉系列一样，杰瑞还戴着他的红色领结，汤姆现在则戴着红色的帽子。斯派克（Spike）和他的儿子泰克（Tyke）（现在有对话了）以及德鲁比（Droopy）和他的儿子杜宝（Dripple），时常穿插出现在各剧集中。该电视剧一直持续到1994年11月18日《小小猫和老鼠》（Tom and Jerry Kids Show），这是《猫和老鼠》以4：3（全屏）宽高比系列出现的最后一次。

### 华纳兄弟时期（1996年至2012年）
2001年《宅猫》（The Mansion Cat）在回旋镖（Boomerang）首映。创意顾问约瑟夫巴伯拉（Joseph Barbera）同时参与了配制汤姆的主人的声音。与两只鞋太太一样，他也是一个不露脸的角色。在这个片子里杰瑞被作为汤姆的宠物装在一个密封容器中，暗示了汤姆并不是“抓不到老鼠”。
《猫和老鼠》另一集短剧，《空手道保镖》（The Karate Guard），由巴伯拉和斯派克勃兰特（Spike Brandt）共同编导，故事板由约瑟夫巴伯拉（Joseph Barbera）和高本严（Iwan Takamoto）创作，斯派克勃兰特（Spike Brandt）和托尼塞文（Tony Cervone）于2005年9月27日出品，首映式作为《猫和老鼠》65周年庆祝活动的一部分，在美国洛杉矶首映，这标志着巴伯拉自从他和汉纳合作米高梅（MGM）卡通短剧系列后首次以一个编剧，导演和主创身份的回归，可惜的是他制作结束后不久便离世了。导演兼动画师，斯派克勃兰特（Spike Brandt）被提名为安妮奖最佳角色动画编导。短剧在2006年1月27日在卡通工作室电视台重播。
在2006年上半年，华纳兄弟动画制作了新的《猫和老鼠》系列，并将其命名为《猫和老鼠传奇》。《猫和老鼠传奇》共有十三集，每集大约半小时（各分三个短剧，由《空手道保镖》（The Karate Guard）制作组制作，并于2003年金融危机后，取消了包含30多部卡通系列计划的部分乐一通的重返荧屏行动），是美国在英国之外的市场签订的唯一一份协议。该节目于2006年二月在英国回旋镖（Boomerang）播出，并陆续在华纳儿童节目（Kids’ WB）、The CW播出。《猫和老鼠传奇》（Tom and Jerry Tales）是第一个用经典的短剧的风格，且猫和老鼠一起打闹的电视连续剧。该系列于2008年华纳儿童节目块关闭前不久被取消了。2012年1月，该系列在卡通网络（CN）电视台重新播出，但“新节目”不久就被取消了，甚至还没来得及做第一集。《猫和老鼠传奇》也是在华纳制作的第一部16：9（宽屏（Widescreen））宽高比的《猫和老鼠》卡通系列，但后来被裁为4：3（全屏）。

### 华纳兄弟和复仇者时期（2014年 -  ）
卡通网络（CN）电视台已经播放了了一系列新的《猫和老鼠秀》（Tom and Jerry Show），每集由两个11分钟的短片组成，该剧保留了背景，主角和原短剧的一些剧集片段，类似于史酷比（Scooby-Doo!）和乐一通（Looney tunes）的重置版，在该系列中，猫和老鼠在现代化的环境中相遇，讲述了全新的故事和全新的人物，更是进入了从中世纪城堡到一个疯狂科学家的实验室奇妙的世界。
把这个系列命名名为《猫和老鼠秀》（Tom and Jerry Show），是与萨姆雷吉斯特（Sam Register）与协同执行制片人达雷尔范希德（Darrel Van Citters）和阿什利斯特尔维特（Ashley Postelwaite）的主意，两人来自时代华纳兄弟动画的同一个工作室。原本定于在2013年在卡通网络（CN）的首播被推迟到2014年4月9日，在此之前，这是第二个16：9宽屏（Widescreen）宽高比的《猫和老鼠》系列。
2014年11月，在英国，猫和老鼠作为了儿童公益节目（Children In Need）两分钟的广告的主角，这凸显出英国BBC广播公司与华纳兄弟公司的合作意向。

## 电子游戏

### 网易公司开发的《猫和老鼠官方手游》

#### 玩法机制
游戏以猫鼠追逃为玩法核心，还原动画中的角色和场景，该作于2019年5月31日正式公开测试。2020年4月，《猫和老鼠》手游开放国际服，有泰语和马来语两种语言可选。
游戏采用实时联网多人对战模式，有9种玩法：经典模式、5v5、跑酷、天梯模式、玩吧、谁是外星人、战队赛、多元乱斗和自定义模式。经典模式每局游戏由5名玩家组成，1名玩家扮演猫，4名玩家扮演老鼠。

#### 制作动机
《猫和老鼠》游戏最初构想为类似《地狱邻居》的整蛊游戏，但不适用于手机游戏的单局时长。考虑到《猫和老鼠》的追逐元素，团队决定开发一款结合跑酷与整蛊的游戏，让汤姆和杰瑞互相追逐整蛊。游戏雏形用PowerPoint制成，虽经历多次迭代，但始终坚持“跑酷+整蛊”玩法，加速了开发进程。获得华纳授权后，团队注重将动画原作完美融入游戏世界，避免形象偏差，放弃重度手游玩家群体，专注于画面、玩法和声乐的精细还原，定位用户为猫和老鼠的粉丝，希望他们能在游戏中重温童年动画的感觉。

#### 相关历程
《猫和老鼠官方手游》于2018年4月26日开始了测试阶段，测试期间，玩家能够体验到全面升级的美术设计，回顾经典角色和场景，参与趣味横生的追逐游戏，并通过使用多种道具来探索新奇体验；
- 同年6月20日，游戏启动了共研计划2.0，允许玩家进入别墅环境进行探索；
- 7月18日，游戏更新了包含夏日泳池内容的版本；
- 12月21日，游戏正式对iOS平台进行了技术测试。
- 2019年2月22日，游戏推出了全新地图“雪夜古堡”，并启动了相应的技术测试；
- 2019年3月29日，游戏面向所有玩家开放了不限号测试。
- 2019年4月25日，《猫和老鼠》官方手游开启公测主播招募活动为游戏的公测预热；
- 2019年5月31日，开启全平台公测。[10]

## 奥斯卡获奖短片
共有7部《猫和老鼠》短片赢得奥斯卡最佳动画短片奖:
| 年份 | 名称       |
| ---- | ---------- |
| 1943 | 洋基傻子鼠 |
| 1944 | 老鼠的麻烦 |
| 1945 | 请安静！   |
| 1946 | 猫儿协奏曲 |
| 1948 | 小孤儿     |
| 1951 | 两个火枪手 |
| 1952 | 约翰鼠     |

## 争议和問題
和许多20世纪30年代到50年代早期的动画一样，猫和老鼠也存在有种族歧视。例如，在爆炸之后，面部爆炸的角色会变成像黑人那样，有着大嘴唇和像卷曲的毛发。动画片中被认为最有争议的元素便是两只鞋太太这个角色，一个有着典型黑人口音和遭遇啮齿动物问题的贫穷黑人女仆。应该对这些恶作剧负责的约瑟夫·巴伯拉声称《猫和老鼠》中有关种族的恶作剧并不代表他的种族观点；他们仅仅是在反映当时社会和动画中共同的现象，且只是为了幽默。然而这种模式化观念在今天则被考虑带有种族歧视，并且这些黑脸恶作剧在播出时应被剪去。但是，2012年7月25日《城市乡巴鼠》在Cartoon Network卡通频道却是未删减地被播出。两只鞋太太的声音在20世纪90年代中期被Turner重新配音以削减这个角色声音的模式化，之后的口音听起来更像爱尔兰人。尤其是名为《荒岛假期》的一集，通常因为它对黑皮肤食人者的描绘，故该集的画面被局部放大，以避免画面中出现食人者。如果显示出来，食人者的对话也会被抹去，不过他们的嘴巴仍然在动。

在《猫和老鼠》的合集DVD中，Whoopi Goldberg的一个否认声明援引了华纳兄弟在黄金合集里的说法，其声称关于动画中含有潜在冒犯性质的材料，并强调它们无论在过去还是现在都是错误的。这个否认声明也在《猫和老鼠》黄金合集第一部中被引用：
你将要看的这些动画是他们那个时代的产物。它们可能描绘了一些当时美国很普遍的种族方面的偏见。这些描绘无论在那时还是现在，都是错误的。尽管这些动画不表示华纳兄弟对当今社会的看法，这些动画在以原样被呈现，因为反之则会和声称这些偏见从来没有存在过一样。
截至2011年，出现了两只鞋太太的除《兼职朋友》之外的多数《猫和老鼠》短剧都很少能在Cartoon Network卡通频道和Boomerang上观看到了。
2006年，英国版的Boomerang频道计划在英国播出的《猫和老鼠》中，修改可以看到人物吸烟的片段为“可容忍的、可接受的或有魅力的”方式。这是根据一位观众的投诉而执行的，他认为吸烟不对，所以这部卡通是不适合年轻观众的。随后有一项由英国媒体监视者OFCOM发起的调查。它也采取了美国的做法，删减黑脸恶作剧，尽管这看上去是随机的，因为不是所有的这种镜头都被删减。
2013年，据报道巴西的Cartoon Network卡通频道删减了27个关于“政治错误”的短剧。在一个官方发布的消息中，该频道确认它仅仅删减了两集短剧，“因为编辑的问题和该内容对目标观众——7岁至11岁的儿童——的适宜性”。

## 影响
多年来，“汤姆和杰瑞”成了永无止境的竞争的代名词，不亚于相关的“猫鼠斗”比喻具有的代名词。然而，在《猫和老鼠》这不是技高一筹更强大的汤姆通常表现。
作者史蒂芬思尔（Steven Millhauser）写了一个短篇小说叫《猫和老鼠》（Cat ‘n’ Mouse），以文学形式确立了这两位主角对抗的关系。思尔允许他的读者在某种程度上这自比两个角色，而不是动画片的思想和情感。
1945年，杰瑞取得了真人米高梅（MGM）音乐故事片的《起锚》（Anchors Aweigh）一个角色，其中，通过使用特效，他与吉尼凯利（Gene Kelly）共同舞蹈。该部分随即被剪辑，重新加进《搞怪一家人》的“鲁珀特 ”，其中杰瑞被替换为史迪威加菲（Stewie Griffin），尽管这样，我们仍然能够经常看到杰瑞出演的版本。汤姆在《起锚》（Anchors Aweigh）作为一个仆人客串，负责用托盘提供国王杰瑞一些食物。
《猫和老鼠》与出现埃丝特威廉斯（Esther Williams）在梦中序列中的另一大屏音乐电影，《湿身危险》（Dangerous When Wet）（1953年）。
1973年，《国民讽刺》（National Lampoon）参考了《猫和老鼠》制作了一个暴力漫画《试管盒》（Kit ‘n’ Kaboodle）。

## 比较
- 《Herman and Katnip》
- 《痒痒鼠与抓抓猫》（源自）

## 播放電視台
| 无线电视明珠台 | 无线电视明珠台                                | 无线电视明珠台 |
| -------------- | --------------------------------------------- | -------------- |
|                | 汤姆与杰瑞 （1967年11月20日－1989年12月29日） |                |
| 開台首個節目   | 待查                                          |                |

### 書籍
- Barrier, Michael (1999). Hollywood Cartoons: American Animation in Its Golden Age. Oxford: Oxford University Press. ISBN 0-19-503759-6.
- Maltin, Leonard (180, updated 1987). Of Mice and Magic: A History of American Animated Cartoons. New York: Penguin Books. ISBN 0-452-25993-2.